# Fa’alavelave Matagi
Fa’alavelave Matagi (* 13. März 1997 im Apia) ist ein samoanischer Fußballtorhüter, der seit 2016 beim Lupe o le Soaga unter Vertrag steht.

## Karriere

### Verein
Von 2013 bis 2016 spielte Matagi für den Verein Vaitele Uta. Danach wechselte er 2016 zu Kiwi FC. Seit 2016 ist er für den Verein Lupe o le Soaga aktiv. Er nahm auch an den OFC Champions League 2017 teil.

### Nationalmannschaft
Matagi war 2016 Kapitän der Samoa U20. Im selben Jahr trat Matagi bei den Samoanische Fußballnationalmannschaft an, damit er bei den Fußball-Ozeanienmeisterschaft 2016 mitmachen kann. Zudem spielte er 2019 bei den Pazifikspiele 2019 mit. Bisher absolvierte er 7 Länderspiele.